# G. M. Ford
Gerald M. Ford (nacido en 1945) es un novelista estadounidense de novelas policíacas y de suspenso, conocido como G. M. Ford. 

## Biografía
El padre de Ford murió cuando él aún era joven, razón por la que fue criado solamente por su madre, que trabajaba como secretaria. Ford asistió al Nathaniel Hawthorne College en Nuevo Hampshire, el cual fue cerrado en 1988, para luego lograr una maestría en literatura del siglo XVIII, en la Universidad Adelphi en New York. Ford trabajó como maestro de escritura creativa en el estado de Washington antes de convertirse en novelista.

## Carrera
El primer libro de Ford, Who in Hell is Wanda Fuca? fue publicado en 1995. Además de ser su novela debut, este libro fue también el primero de una serie de siete libros basados en el personaje Leo Waterman, un detective de Seattle, Washington.  
En 2001, Ford introduce el personaje Frank Corso en la novela Fury. En este libro, se intenta abordar un estilo de escritura distinto de la saga de Waterman. Ford escribió un total cinco novelas sobre Corso antes de que en 2008 escribiera su primera novela independiente de las sagas, Nameless Night (Identity en  Reino Unido).

## Obras

### Serie de Leo Waterman
- Who in Hell is Wanda Fuca? (1995)
- Cast in Stone (1996)
- The Bum's Rush (1997)
- Slow Burn (1998)
- The Last Ditch (1999)
- The Deader the Better (2000)
- Thicker Than Water (2012)

### Serie de Frank Corso
- Fury (2001)
- Black River (2002)
- A Blind Eye (2003)
- Red Tide (2004)
- No Man's Land (2005)
- Blown Away (El collar de fuego en español) (2006)

### Novelas independientes
- Nameless Night (Identity en Reino Unido) (2008)
- Nature of the Beast (2013)

## Premios
La primera novela de Ford, Who in Hell is Wanda Fuca?, fue nominada para el Anthony Awards de 1996, el Premio Shamus como "Mejor primera novela" y el Premio Dilys como "Mejor novela". En 2001, The Deader the Better fue nominada como "Mejor Novela" en los Premios Shamus.
La segunda novela de la serie de Frank Corso, Black River, fue reconocida por The Seattle Times como una de los "mejores misterios del 2002". El año siguiente, Ford recibiría de la PNWA el "Achievement Award" por su éxito literario y, de acuerdo con The Seattle Times, su "voluntad para ayudar a otros". Ese mismo año él ganó el "Spotted Owl Award" dado por la PNWA en la categoría "Mejor novela de misterio" por la novela de Black River. A Blind Eye fue nominada en 2004.